# ثيودوروس فريزاكيس
ثيودوروس فريزاكيس (باليونانية: Θεόδωρος Βρυζάκης، مواليد عام 1819 وتوفي عام 1878) هو رسام يوناني معروف بلوحاته التاريخية. وهو أحد مؤسسي «مدرسة ميونخ» التي تتألف من الفنانين اليونانيين الذين درسوا وتلقوا تعليمهم في ميونخ.

## السيرة
نشأ فريزاكيس وترعرع خلال سنوات حرب الاستقلال اليونانية. وشنق والده في الحقيقة على يد الجيش العثماني في وقت قريب من اندلاع حرب الاستقلال عام 1821، واضطر مع أمه للفرار من قوات العثمانيين إلى الجبال.
كان فريزاكيس في الميتم مع حلول عام 1832 حين اكتشف فريدرش تيرش موهبته الفنية، وهو باحث ألماني لعب دوراً هاماً في تهيئة الأمير البافاري أوتو الذي وصل إلى سدة عرش اليونان. اصطحبه تيرش إلى ميونخ حيث حضر هناك «البانهيلينيون» وهي عبارة عن مدرسة خاصة بمن تيتموا في خضم الثورة اليونانية وحرب الاستقلال أسسها لودفيغ الأول ملك بافاريا. وعاد إلى اليونان بعدما أكمل دراسته ملتحقاً بمدرسة أثينا للفنون الجميلة.
عاد فريزاكيس إلى ميونخ بعد حصوله على منحة دراسية وتم قبوله في أكاديمية الفنون الجميلة بميونخ عام 1844. وكان من بين أساتذته في الأكاديمية كلاً من كارل فيلهلم فون هايدك وبيتر فون هس وكلاهما معروفان بمناصرتهما لنضال الشعب اليوناني والثورة اليونانية. وقضى بعد تخرجه عشرة سنوات وهو يسافر عبر أوروبا، وبقي في اليونان خلال هذه الفترة لمدة سنتين اثنين من عام 1848 حتى عام 1850. وعرض في نهاية تنقلاته هذه بعضاً من أعماله الفنية المتعلقة بحصارات ميسولونغي في المعرض الدولي الذي أقيم بباريس عام 1855. ألحق الدمار معظم هذه اللوحات في حريق اندلع عام 1929.
عمل في مانشستر بإنجلترا خلال الفترة الممتدة من عام 1861 حتى عام 1863 حيث رسم جداريات في كنيسة البشارة اليونانية الأرثوذكسية بمانشستر. واشترك بعدها بأربعة سنوات في معرض ديل فيكيو الكبير بمدينة لايبزيغ الألمانية. لم يرسم إلَّا القليل من اللوحات خلال العقد الأخير من حياته بسبب إصابته بمرض في العين. وفارق الحياة بعد إصابته بمرض القلب. تبرع في وصيته بجميع الأعمال الموجودة في استديو الرسم الخاص به إلى جامعة أثينا. وترك كذلك 760 مارك لإصلاح سقف كنيسة المُخَلّص في ميونخ. وُزِعت العديد من لوحاته على نطاق واسع على شكل ليثوغرافيات.

## أعمال مختارة من المعرض الوطني بأثينا

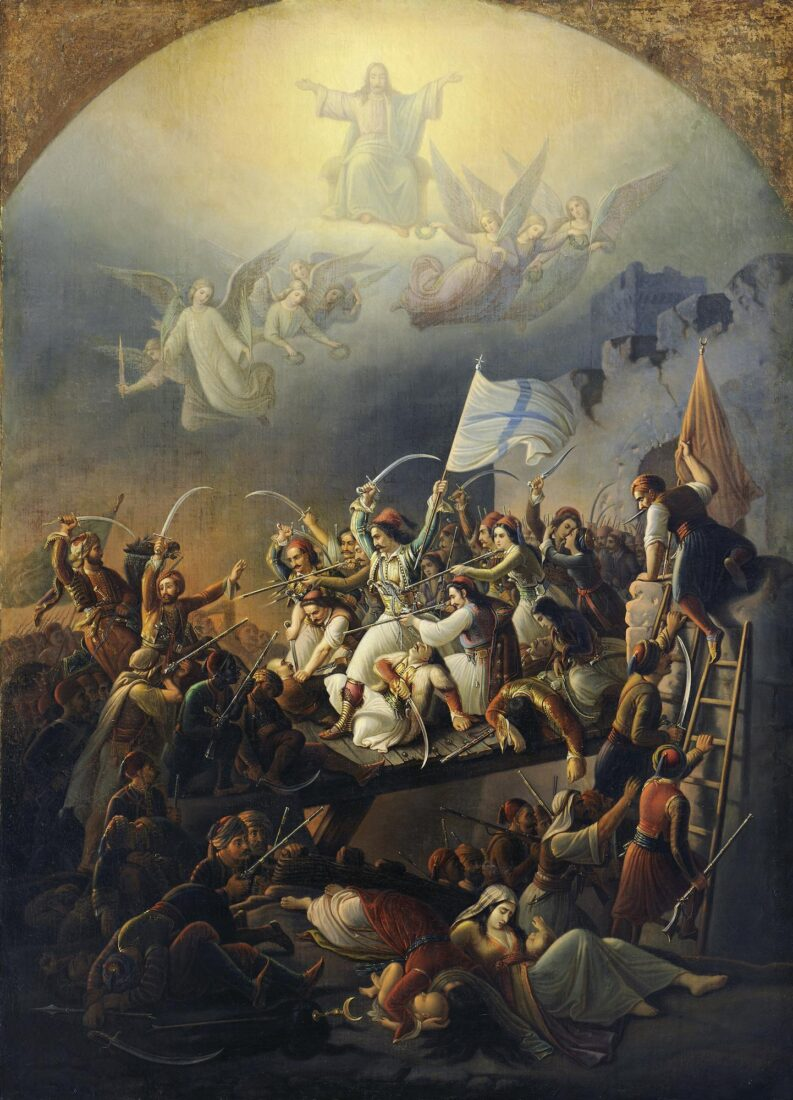
"إغارة ميسولونغي" (1853)
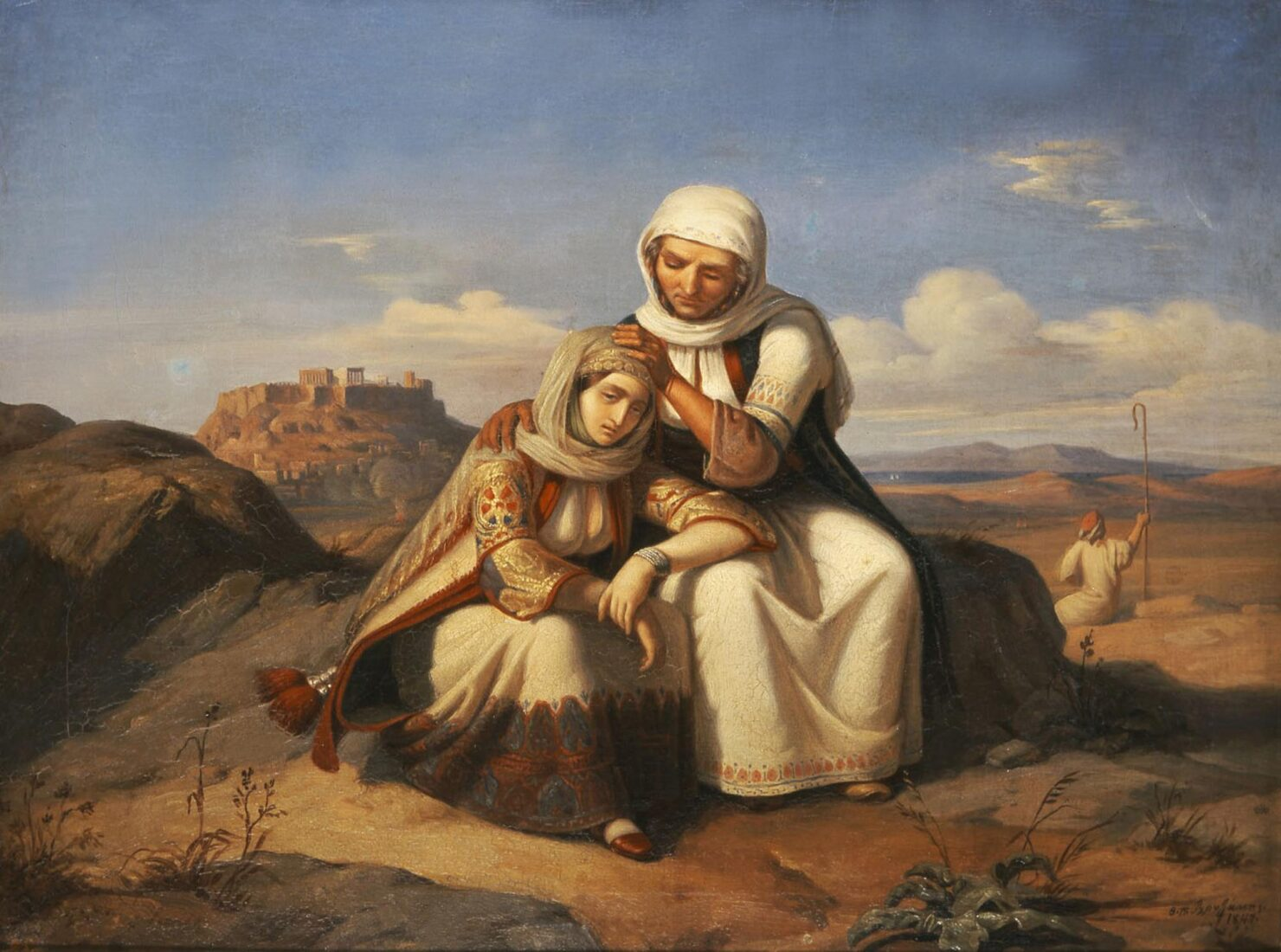
"المواساة" (1856)
"استقبال اللورد بايرون في ميسولونغي" (1861)
"مخيم جورجيوس كارايسكاكيس" (1855)
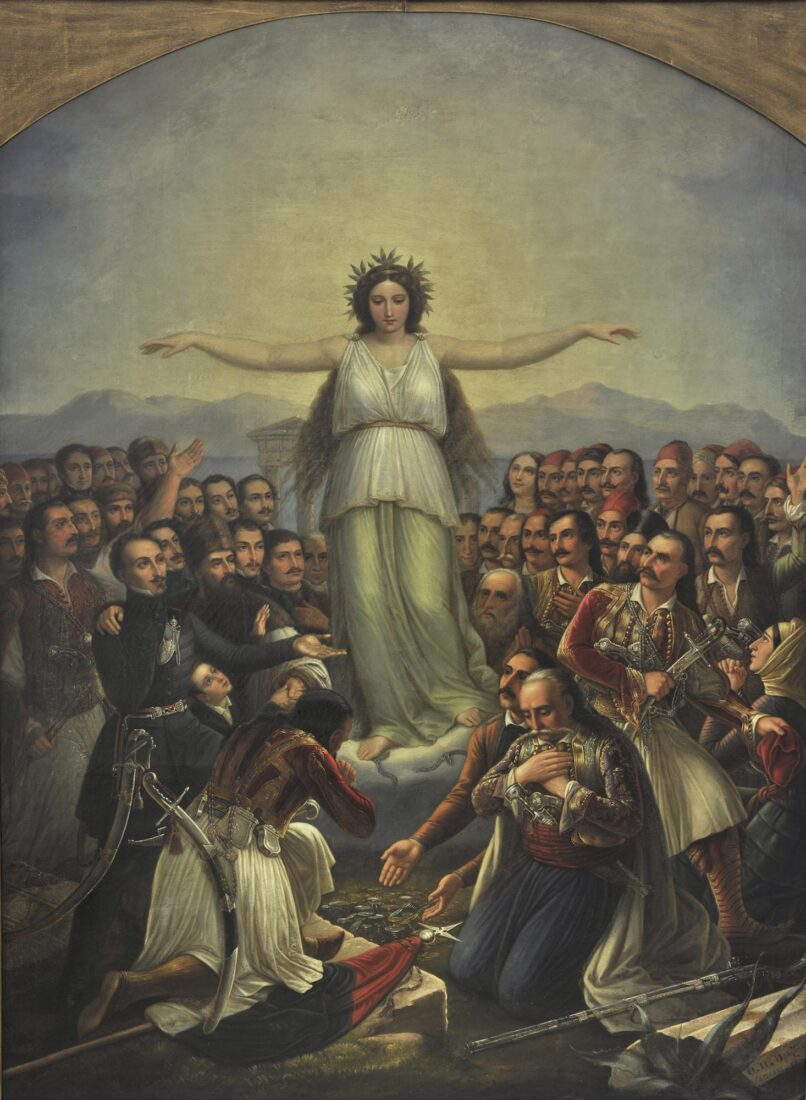
"هيلاس المُمتنّة" (1858)

## وصلات خارجية
- أعمال بريشة فريزاكيس
- ثيودوروس فريزاكيس (فيديو)
- ثيودوروس فريزاكيس - المؤسسة الهيلينية للثقافة.